# Astoria (Illinois)
Astoria è un comune degli Stati Uniti d'America, situato nello Stato dell'Illinois e in particolare nella contea di Fulton.